# The Formulas of Death
The Children of the Night è il secondo album in studio della band metal svedese Tribulation. È stato pubblicato il 1 marzo 2013 su Invictus Productions.

## Tracce
1. Vagina Dentata – 4:01
2. Wanderer in the Outer Darkness – 7:21
3. Spectres – 6:21
4. לילה – 2:31
5. Suspiria de Profundis – 10:39
6. Through the Velvet Black – 7:31
7. Rånda – 6:57
8. When the Sky Is Black with Devils – 6:50
9. Spell – 5:59
10. Ultra Silvam – 4:16
11. Apparitions – 13:17

## Formazione
Gruppo
- Johannes Andersson – voce, basso, cori
- Adam Zaars – chitarra
- Jonathan Hultén – chitarra
- Jakob Ljungberg – batteria

Altri musicisti
- Jonas Wikstrand – strumenti aggiuntivi
- Susanna Berglund – voce (traccia 3)